# 紅姫哀詩
「Z/X -Zillions of enemy X- NF DramaCD (10)「紅姫哀詩」」は、ブロッコリー発売のトレーディングカードゲーム、Z/X（ゼクス）10枚目のドラマCD。2016年12月29日に発売された。

## ストーリー
神シャマシュに生命を狙われた青葉千歳（CV.内田真礼）を取り巻く緑の世界の物語。
願う者との契約により、神・シャマシュは青葉千歳の魂破壊を実行に移す。
追い詰められた千歳は崖から転落し、大怪我を負ってしまった。
身動きのできない彼女を救ったのは、リーファーのメイド隊を従える桜街紗那（CV. 千菅春香）。
彼女らが住まう屋敷で介抱を受けることとなった千歳は、果てしなくフリーダムな住人たちのもてなしを受けるのだった。
一方、行方知れずとなった主を探し求める龍膽（CV. 浅沼晋太郎）は過去の無念を繰り返さぬよう、決意を新たにする。

## 収録内容
1. ドラマパート『青葉千歳の忘れたい日々』 [54:46] 
出演 :青葉千歳／紅姫（CV.内田真礼）
龍膽（CV.浅沼晋太郎）
桜街紗那（CV.千菅春香）
ポピー（CV.楠田亜衣奈）
カーネーション（CV.星谷美緒）
ツンベルギア（CV.春村奈々）
シャマシュ（CV.武田幸史）
2. すべて守り抜くために [3:41] 
歌 : 破神剣聖 龍膽（CV.浅沼晋太郎）
作詞 / 作曲 / 編曲 : 真鍋旺嵩、中沢昭宏、佐々木貴之

## 封入特典
ゼクス エクストラカード「破神剣聖 龍膽」 2枚